# Durynský voláč
Durynský voláč je okrasné plemeno holuba domácího pocházející ze středního Německa. Je to středně velký holub se vzpřímenou postavou, velkým vejčitým voletem a hlavou zdobenou lžičkovitou chocholkou. Jeho bělohlavý barevný ráz je velice podobný českému plemeni moravský bělohlávek, kterého z českých chovů do značné míry vytlačil. Durynský voláč bělohlavý je používán i přímo v chovech bělohlávků pro osvěžení krve. V seznamu plemen EE a v českém vzorníku plemen náleží do plemenné skupiny voláčů a to pod číslem 0324. Patří mezi vůbec nejznámější střední voláče.
Je to staré plemeno pocházející z Durynska, kde vznikl jako užitkový voláč do extenzivních chovů. Tělesnými tvary je prakticky shodný s ostatními plemeny středních voláčů. Je to silný, středně velký holub se vzpřímenou postavou. Měl by působit elegantním dojmem. Hlava durynského voláče je delší a užší, zakončená středně dlouhým, široce nasazeným zobákem, který je vždy světlý. Oči bílých a bělohlavých voláčů jsou vikvové, u ostatních rázů se požaduje oční duhovka oranžové barvy. Obočnice jsou úzké a barevně odpovídají okolnímu opeření. Typickým znakem durynského voláče je chocholka. Vyrůstá ze záhlaví a při pohledu zboku nepřevyšuje temeno hlavy. Má lžičkovitý tvar, je širší, špičatá a při bočním pohledu je mezi hřebenem chocholky a záhlavím patrné zřetelné vykrojení, tzv. lom, který se nachází v úrovni zobáku a který odděluje chocholku od ostatního peří na zadní části krku.
Krk je vzpřímeně nesený a velmi dlouhý, je to totiž podmínka dobré volatosti. Vole durynského voláče je mohutné, hruškovité až válcovité, je nejsilnější ve své horní části a na hrudi ptáka musí být podvázané. Hruď je poměrně dlouhá s nevystupující hrudní kostí, záda i ramena ptáka jsou široká, křídla jsou dobře přitažená k tělu, jejich letky se nekříží a spočívají nad ocasem. Ten je nesen v linii hřbetu, je přiměřeně dlouhý, ale nedotýká se země. Nohy jsou středně dlouhé, běháky a prsty jsou neopeřené.
Plemeno se chová ve značném počtu rázů, kromě jednobarevných ve všech základních barvách se vyskytuje i v mezibarvách, jako je ráz stříbřitý bezpruhý, pruhový a kapratý, plavý žlutopruhý, či plavý červenopruhý. Modrý durynský voláč může být bezpruhý, černopruhý, bělopruhý či kapratý, černí, červení a žlutí voláči se chovají též v bělopruhém rázu.
Zvláštní zmínku si zaslouží bělohlavý barevný ráz, tato kresba durynského voláče je totiž téměř shodná s kresbou jiných plemen a rozdíly v tomto zbarvení jsou jediným rozlišovacím znakem mezi bělohlavým durynským voláčem a moravským bělohlávkem. U durynského voláče bělohlavého prochází barevné rozhraní mezi bílou hlavou a barevným opeřením od koutků zobáku, pak asi 5 mm pod dolním okrajem obočnic a pokračuje do záhlaví. Chocholka by měla zůstat barevná. U moravského bělohlávka se tato linie dolního okraje obočnic přímo dotýká. Kromě tohoto kresebného rázu se durynský voláč chová ve variantě bělohroté, bělohrotí ptáci mají 7-10 krajních ručních letek bílých, v kresbě běloocasé a různých kombinacích kreseb, jako je kresba bělohlavá bělohrotá běloocasá, dále v tzv. kresbě mniší a v rázech tygrů. Všechny barvy musí být čisté a syté.
Je to plemeno temperamentní, plodné, dobře odchovává mláďata a je vhodné také do volných chovů.